# 陈茂 (新朝)
陈茂（？—23年），新朝政治人物，王莽封他為延德侯。

## 生平
漢平帝時陈茂擔任執金吾侯（執金吾属官）。天鳳二年（15年），陳茂繼承苗訢後任大司馬，天鳳三年（16年）秋，因日食出現，他的大司馬被罷免，後任為嚴尤。其後（時期不明）陳茂被任命為秩宗将軍（秩宗相当太常），地皇三年（22年），和納言将軍嚴尤撃破王常率領的荊州反新軍——下江軍，地皇四年（23年）、陳茂和嚴尤被劉縯率領的反新軍在南陽郡育陽打敗。陳茂、嚴尤和大司空王邑、大司徒王尋率領的新軍主力合流討伐更始帝劉玄。新軍主力于同年六月昆陽之戰，被劉秀率領的漢軍打敗，嚴尤、陳茂脱離戰場。
嚴尤、陳茂逃到沛郡譙縣，開始採用漢朝将軍号。嚴尤對沛縣官吏、民衆演説新朝滅亡，漢朝復興，陳茂伏地哭泣。嚴尤、陳茂投降荊州更始帝。更始元年（23年）8月，漢朝鍾武侯劉望（《漢書》劉聖）在汝南郡自称皇帝，2人投降，嚴尤為大司馬、陳茂為丞相。更始帝以称皇帝的劉望為敵，派遣大司徒劉賜討伐，劉望撃退劉賜。同年十月，奮威大将軍劉信討伐打敗劉望，劉望、嚴尤、陳茂戰死。《漢書·王莽傳》稱劉望、嚴尤、陳茂十余日败。十余日起点是陳茂丞相就任日、劉賜討伐開始日還是劉信討伐開始日，情況不明。